# القصور (ولاية برج بوعريريج)
القصور بلدية بولاية برج بوعريريج تابعة إداريا الي دائرة الحمادية تحوي عدة قرى منها القصور تازروت وراسن بلج الحامة بلفيل وتوبو ويقع مقر البلدية بقرية الحامة ووجدت بالمنطقة اثار لما قبل التاريخ وآثار تعود للفترة الحمادية

## معالمها
جامع عين موسي بتازروت أسس سنة 1680م، كما بني بجانبه الجامع الأبيض حيث كانت المؤسستان تتناولان تدريس القرآن الكريم، وكذا بعض العلوم علي يد شيوخ القرية وعلمائها.
جامع سيدي المبارك الزهار بالقصور، أسس سنة 1695م، أسسه سيد المبارك الملقب الزهار بن علي بن محمد الطيار - علي الطيار الصغير - بعد وفاة والده في هذه السنة.